# Alexander von Kurland

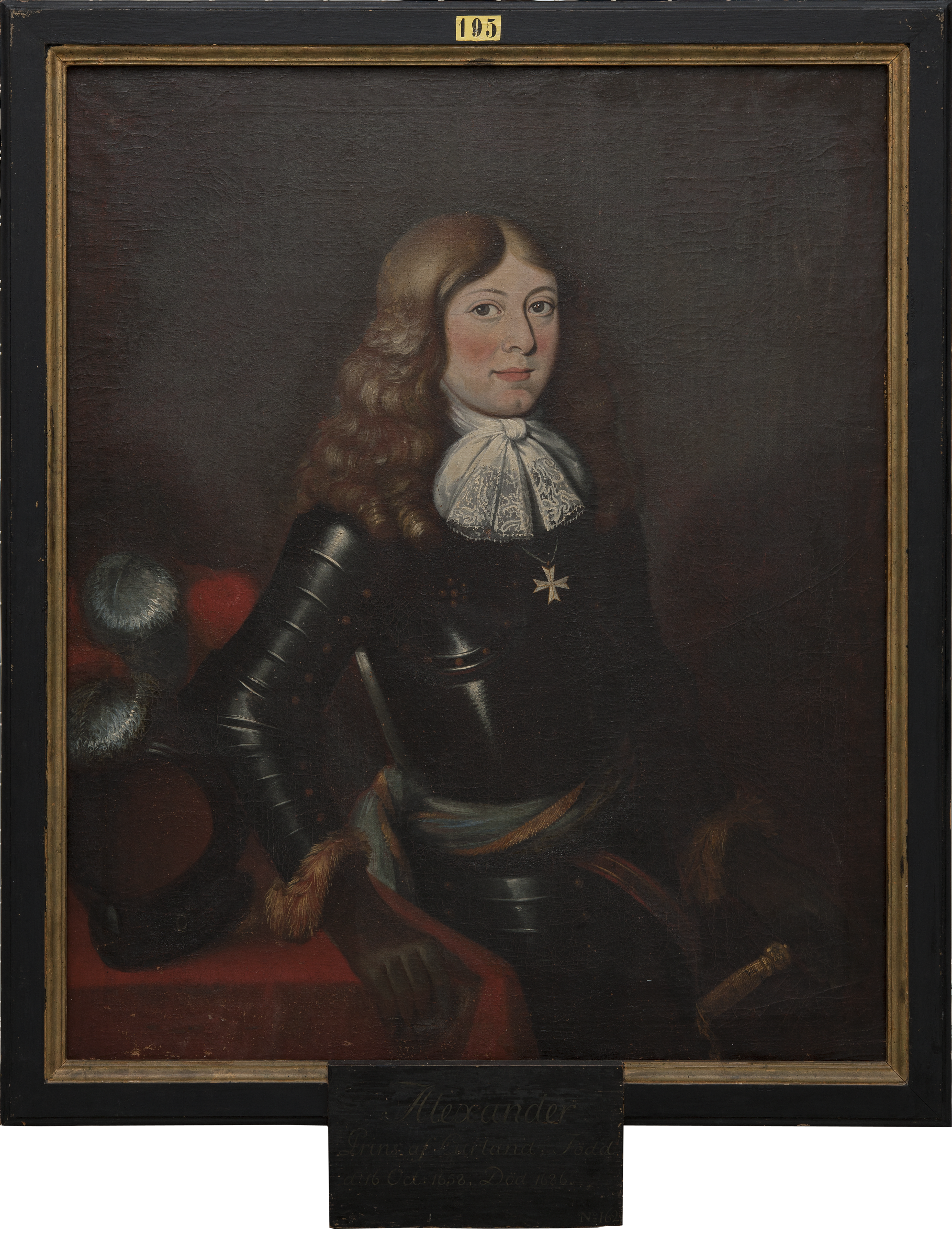
Alexander von Kurland

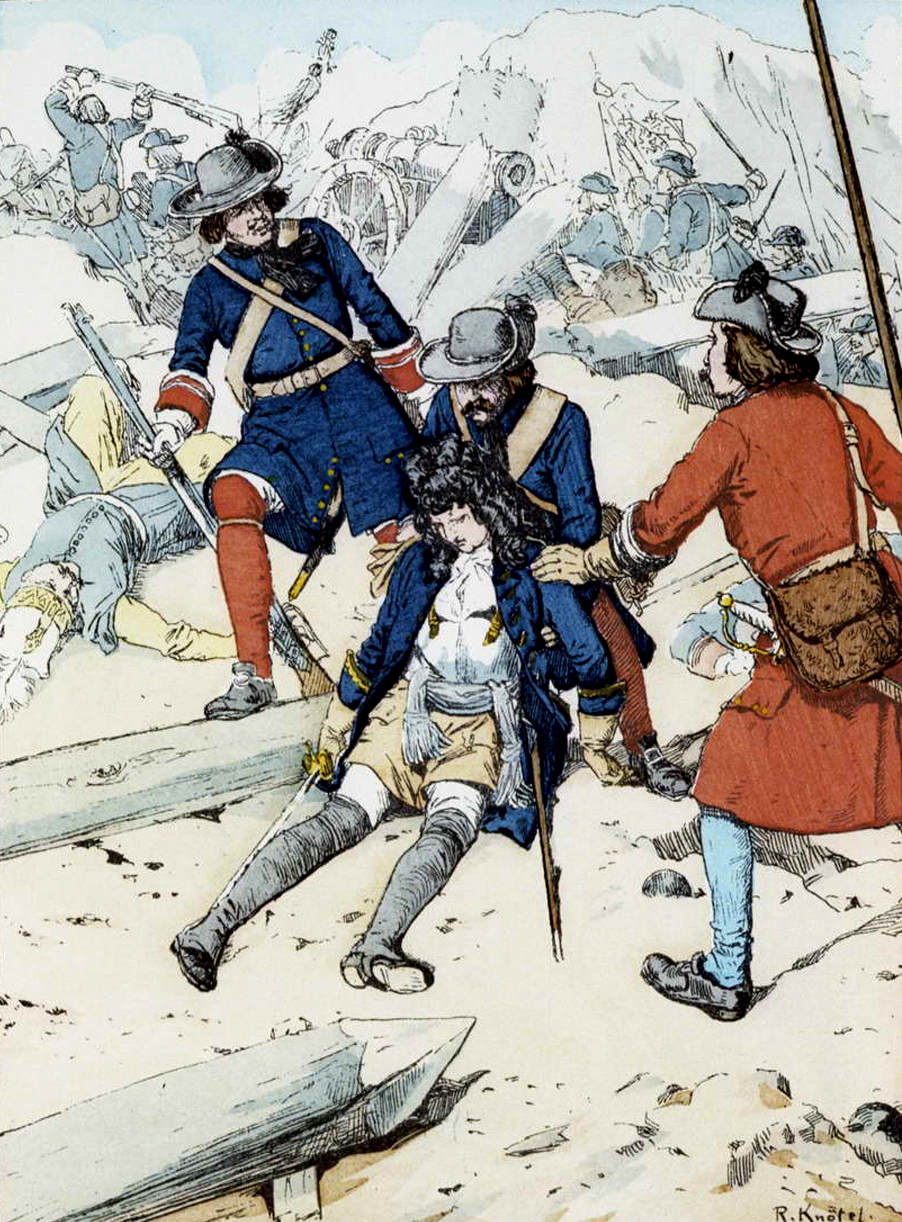
Prinz Alexander bei Ofen

Prinz Alexander von Kurland (* 18. Oktober 1658; † 28. Juni 1686), genannt „Der Einarmige“, war ein Bruder des Herzogs von Kurland, Friedrich II. Kasimir, aus der Dynastie Kettler.
Er war der jüngste Sohn von Jakob Kettler, (1610–1682) Herzog von Kurland und dessen Frau Luise Charlotte von Brandenburg (1617–1676), der ältesten Tochter des Kurfürsten Georg Wilhelm von Brandenburg.
Er stand als Oberst als Chef an der Spitze des neugebildeten Regiments Kurland zu Fuß in kurbrandenburgischen Diensten, das anschließend am Großen Türkenkrieg teilnahm. Am 26. Juni 1686 wurde Alexander bei der zweiten Belagerung von Ofen (heute Budapest) tödlich verwundet und starb auf dem Rücktransport nach Wien in der Nähe von Sopron.